# Get Up and Jump
"Get Up and Jump" é uma canção da banda de funk rock Red Hot Chili Peppers, do seu primeiro álbum The Red Hot Chili Peppers. É a quarta canção do álbum, e é o segundo single.
Esta foi a segunda canção escrita pela banda, com "Out in L.A." tendo sido a primeira. As músicas foram tocadas antes de os Peppers terem um contrato de gravação, quando apenas faziam performances de abertura de shows. Na época, eles eram conhecidos como Tony Flow and the Miraculously Majestic Masters of Mayhem.
Essa canção não tem sido apresentada ao vivo desde 1991, embora tenha ganhado teasers por duas vezes em 2003 e uma vez em 2012.

## Faixas

### 12" single (1984)
1. "Get Up and Jump (Dance Mix)"
2. "Baby Appeal (Club Mix)"